# Hambopolkett
Hambopolkett är en folklig pardans i tretakt där paret svänger runt med gångsteg som markerar varje taktdel. I Södermanland och Östergötland kallas den dialektalt gubbstöt och i Skåne rumpedarra. Även namnet springvals förekommer, i Västerbotten kallas den "småsprinta". Namnet polkett förekommer också. Hambopolkett är närbesläktad med mazurka och anses av vissa vara olika varianter på samma dans.
Den är också mycket lik tyrolienne eller jägarschottisch. Det är osäkert när dansen kommer till Sverige, namnet hambopolkett finns belagt i notböcker på 1850-talet, men först runt sekelskiftet 1900 finns dokumentation av hur dansen utfördes och det är osäkert om den sett likadan ut hela tiden.
Världsmästerskap i gubbstöt ordnades under ett antal år i Malmköping för att åter popularisera denna dans.